# Tour du Doubs 2012
La 27e édition du Tour du Doubs a eu lieu le 2 septembre 2012. C'est la quatorzième épreuve de la Coupe de France de cyclisme sur route 2012. La course fait partie du calendrier UCI Europe Tour 2013 en catégorie 1.1.

## Classement final
|    | Coureur          | Pays   | Équipe                 |    | Temps           |
| -- | ---------------- | ------ | ---------------------- | -- | --------------- |
| 1  | Jérôme Coppel    | France | Saur-Sojasun           | en | 4 h 34 min 11 s |
| 2  | Sylvain Georges  | France | AG2R La Mondiale       |    | m.t.            |
| 3  | Jean-Marc Bideau | France | Bretagne-Schuller      |    | m.t.            |
| 4  | Samuel Dumoulin  | France | Cofidis                |    | m.t.            |
| 5  | Geoffrey Soupe   | France | FDJ-BigMat             |    | m.t.            |
| 6  | Julien Simon     | France | Saur-Sojasun           |    | m.t.            |
| 7  | Freddy Bichot    | France | Véranda Rideau-Super U |    | m.t.            |
| 8  | Yannick Martinez | France | VC La Pomme Marseille  |    | m.t.            |
| 9  | Jérémie Galland  | France | Saur-Sojasun           |    | m.t.            |
| 10 | Romain Mathéou   | France | Véranda Rideau-Super U |    | m.t.            |